# Ray BLK
RAY BLK, artistnamn för Rita Ekwere, född i augusti 1993 i Nigeria, är en brittisk sångare och låtskrivare.
Hon föddes i Nigeria och kom till London när hon var runt fyra år. Hon är uppväxt i Catford i London.
RAY BLK:s debut-EP Havisham släpptes 2015 och i oktober 2016 släpptes minialbumet Durt. År 2017 hamnade hon på första plats i BBC:s omröstning Sound of 2017 som varje år rankar det kommande årets mest lovande artister.

## Diskografi
Studioalbum
- 2018 – Empress
- 2021 – Access Denied

EPs
- 2015 – Havisham
- 2016 – Durt

Singlar
- 2015 – "5050"
- 2016 – "My Hood" (med Stormzy)
- 2016 – "Chill Out" (med SG Lewis)
- 2017 – "Patience (Freestyle)"
- 2017 – "Doing Me"
- 2018 – "All Or Nothing" (med Naughty Boy & Wyclef Jean)
- 2018 – "Baby" (med Yogi & Maleek Berry och Kid Ink)
- 2018 – "Run Run"
- 2018 – "Empress"